# 2635 Huggins
2635 Huggins este un asteroid din centura principală, descoperit pe 21 februarie 1982 de Edward Bowell.